# Tutaryds församling
Tutaryds församling är en församling i Ryssby pastorat i Allbo-Sunnerbo kontrakt i Växjö stift och i Ljungby kommun i Kronobergs län.
Församlingskyrka är Tutaryds kyrka.

## Administrativ historik
Församlingen har medeltida ursprung.
Församlingen är annexförsamling i pastoratet Ryssby och Tutaryd som 1962 utökades med Agunnaryd.

## Klockare och organister
| Ämbetstid | Namn                | Levnadstid | Övrigt                 |
| --------- | ------------------- | ---------- | ---------------------- |
| 1748-1756 | Per Andersson       |            | Klockare               |
| 1758-1782 | Christopher Persson |            | Klockare               |
| 1756-1759 | Anders Wahrstedt    |            | Organist               |
| 1765-1801 | Nils Widebeck       | 1742-1801  | Organist och klockare. |
| 1801-1846 | Magnus Juhlin       | 1782-      | Organist och klockare. |